# 懸田義宗
懸田義宗（かけだよしむね）
1. 伊達持宗の庶長子で、懸田詮宗の養子。懸田元宗の父。
2. 懸田俊宗の嫡男。以下で詳述。

懸田 義宗（かけだ よしむね）は、戦国時代の武将。陸奥国懸田城主。

## 略歴
仙台藩士の伝『世臣系譜』の黒木氏の条によれば、懸田俊宗の子とされるが、相馬氏に伝わる『奥相茶話記』では義宗が父、俊宗が子として語られている。
天文10年（1541年）、伊達晴宗により桑折西山城に幽閉された稙宗を相馬氏家臣・草野直清の親類である草野肥前と共に救出し懸田城に匿った。伊達晴宗、相馬顕胤いずれも軍勢を出すが、晴宗は相馬氏の軍勢を見ると懸田城に攻め込んだため籠城戦となる。顕胤は近くの山に布陣し、状況を見ながら懸田城と晴宗の両者に使者を送り、何度も晴宗の非行を諭そうと試みた。稙宗を伊達郡越河の屋形に移すことで事態は収まったが、このとき伊達稙宗の提案で稙宗次女を懸田俊宗の後室に、懸田義宗の提案で義宗の娘を孫次郎（相馬盛胤）の正室にと約束し三者は杯を交わした。稙宗は晴宗の非協力を嘆いたという（『奥相茶話記』）。
しかし、天文11年（1542年）6月20日、伊達晴宗が再び稙宗を桑折西山城に幽閉したため、相馬氏に使者を送る。相馬顕胤は懸田城南東の山に小屋掛けし、和解の交渉に努めた。相馬・伊達双方が何度も対談したが、晴宗は承諾しなかった。結局、稙宗は側近・小梁川宗朝によって救出されている。天文12年（1543年）、懸田・相馬は懸田城を中心に布陣。奥羽諸大名を巻き込む天文の乱において稙宗派として戦った。
天文17年（1548年）5月、天文の乱が13代将軍・足利義輝によって仲裁されると、その折に伊達晴宗の出した和睦条件の懸田城撤廃を不服として再び俊宗と共に晴宗と争った。天文22年（1553年）7月10日、家臣の中島伊勢、桜田右兵衛・玄蕃父子らの寝返りが原因で敗れ、俊宗と共に晴宗に斬られて懸田氏はここに滅亡したとなっている。
（尚、櫻田家については『奥相茶話記』巻第六にて「懸田の一族家来～櫻田玄蕃中島伊勢」と表記されている。しかし伊達家文書では櫻田家は伊達尚宗の時代の宿老とある。稙宗の時代に宿老を免ぜられてはいるが、懸田氏とは独立した勢力の可能性がある。）
その後、中島伊勢が俊宗の室であった伊達稙宗の娘を室とした事で伊勢が略奪したと見られてしまい、粛清のため子供を皆殺しにされ自殺した「懸田御前」の悲伝説が福島県伊達市霊山地域に伝わる民話として残っている。しかし、近年では懸田御前も子らも皆生存して中島伊勢に養われており、この民話は創作であるという説もある。高野山修善寺には懸田御前が中島伊勢の側室として祀られているという。郷土史の『川俣史談・懸田御前関係の研究（著者・佐藤氏）』が詳しい。